# Sportzentrum Graz-Weinzödl
Sportzentrum Graz-Weinzödl – kompleks piłkarski w Grazu, w Austrii. Został otwarty w 2004 roku. Główny stadion kompleksu może pomieścić 2500 widzów. Obiekt służy jako kompleks treningowy klubu Grazer AK, w latach 2013–2019 pierwsza drużyna tego zespołu rozgrywała na nim również swoje spotkania.
Teren pod budowę kompleksu wydzierżawiono w 2002 roku, a jego otwarcie miało miejsce w październiku 2004 roku. Obiekt powstał jako centrum treningowe klubu Grazer AK, zastępując w tej roli Casino Stadion, który został rozebrany niedługo po otwarciu nowego obiektu. W 2013 roku, po problemach finansowych i zmianach organizacyjnych, Grazer AK został przeniesiony z Regionalligi do rozgrywek lokalnych, a pierwsza drużyna przeprowadziła się ze stadionu Merkur Arena na swój dotychczasowy obiekt treningowy. Główne boisko kompleksu treningowego posiadało pierwotnie jedną, zadaszoną trybunę po stronie zachodniej, po przenosinach pierwszego zespołu, dzięki pomocy kibiców, wybudowano również drugą trybunę, po przeciwległej stronie, zwiększając pojemność stadionu do 2500 widzów. 31 maja 2018 roku na tym obiekcie odbył się towarzyski mecz piłkarskich reprezentacji narodowych Chile i Rumunii (2:3). W 2019 roku, po awansie do 2. Ligi, pierwszy zespół Grazer AK powrócił na Merkur Arenę.